# جوليا دي ميديشي

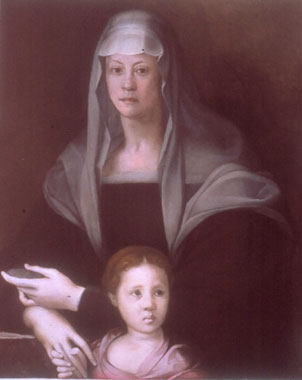
بونتورمو, لوحة ماريا سالفياتي وطفل, ربما تكون جوليا دي ميديشي

جوليا دي ميديشي (فلورنسا، 1534 - فلورنسا، حوالي 1588) ابنة غير شرعية للدوق ألساندرو دي ميديشي.
ولدت قبل سنوات قليلة من وفاة والدها (1537) ، تربت في دير سان كليمنتي بفلورنسا ، ثم لدى ماريا سالفياتي أم كوزيمو الأول غراندوق توسكانا. تزوجت أولاً من دوق بوبولي فرانشيسكو كانتيلمي (1550) ، ثم بعد وفاة الرجل ، تزوجت من برناديتو دي ميديشي ابن أوتافيانو من فرع ميديشيي أوتافيانو الثانوي .
كانت جوليا متكبرةً جداً ، و فخورة بأصلها الميديشي ، و في بلاط كوزيمو طالبت أن تعامل بذات الطريقة التي تعامل بها الدوقة إليونورا دي توليدو ، مما تسبب بتوتر مع أفراد الأسرة. ثم تزوجت بزوجها جنوب إيطاليا ، بالقرب من نابولي ، حيث كان قد تحصلت عاى دوقية أوتافيانو.
ابن الزوجين ألساندرو أصبح جنرال الجيش البابوي و حاكم بورغو . وصلتنا مرسالات هامة لجوليا ، منها رسائل إلى كوزيمو الأول و شخصيات أخرى. في إحدى تلك الرسائل رداً على كوزيمو وقعت بمودة "إلى الوالد ، دوق فلورنسا "
بقيت لها لوحتان اثنتان : واحدة تجمعها مع ماريا سالفياتي رسمها بونتورمو ، على الرغم من زعم البعض أن الطفل كان كوزيمو الأول نفسه ، و هو الذي كانت شاباً كبيراً آنذاك.